# Morgen ben ik thuis
Morgen ben ik thuis is een single van de Nederlandse zanger André Hazes uit 1985. Het stond in hetzelfde jaar als elfde track op het album Alleen met jou, waar het de tweede single van was, na Al jouw woorden zijn te veel.

## Achtergrond
Morgen ben ik thuis is geschreven door André Hazes, Elmer Veerhoff, Aart Mol, Geertjan Hessing en Cees Bergman en geproduceerd door Tim Griek. Het is een kerstlied uit het genre levenspop. Het is een lied over een man op de laatste dag van zijn gevangenisstraf en dat hij met zijn gezin de volgende dag kerst kan vieren. De B-kant van de single is Veel is 't niet, geschreven door 	Jacques Verburgt en André Hazes en als vijfde track op hetzelfde album te vinden. 

## Hitnoteringen
Het lied had bescheiden succes in de Nederlandse hitlijsten. In de Nationale Hitparade kwam het tot de 21e plaats in de drie weken dat het in deze lijst stond. De Top 40 werd niet gehaald, maar het kwam tot de derde plaats van de Tipparade.